# Contracaecum tridentatum
Contracaecum tridentatum är en rundmaskart. Contracaecum tridentatum ingår i släktet Contracaecum och familjen Anisakidae. Inga underarter finns listade i Catalogue of Life.